# Dimorphocalyx meeboldii
Dimorphocalyx meeboldii är en törelväxtart som beskrevs av Ferdinand Albin Pax och Käthe Hoffmann. Dimorphocalyx meeboldii ingår i släktet Dimorphocalyx och familjen törelväxter.
Artens utbredningsområde är Burma. Inga underarter finns listade i Catalogue of Life.